# Lille
Lille (nizozemsky Rijsel) je město v severní Francii na řece Deûle. Je hlavním městem regionu Hauts-de-France a také préfecture (hlavní město) departementu Nord. Ve městě rovněž sídlí arcibiskupství Lille, hlava Církevní provincie Lille. Leží poblíž hranic s Belgií.
V únoru 2000 se k městu Lille připojilo město Lomme. Populace vnitřního města čítá 225 597 obyvatel. Na celém území města žije odhadem 1 260 000 obyvatel, čímž se řadí mezi nejvíce osídlené oblasti v Evropě; je čtvrtým největším městem země.
Ve městě se nacházejí tři univerzity.

## Geografie
Sousední obce: Lambersart, Lompret, Saint-André-lez-Lille, La Madeleine, Marcq-en-Barœul, Mons-en-Barœul, Pérenchies, Prémesques, Capinghem, Ennetières-en-Weppes, Villeneuve-d'Ascq, Englos, Sequedin, Loos-lez-Lille, Faches-Thumesnil, Wattignies, Lezennes a Ronchin.

## Vývoj počtu obyvatel
Počet obyvatel

## Osobnosti města
- Édouard Lalo (1823–1892), hudební skladatel
- Émile Bernard (1869–1941), malíř
- Jean Baptiste Perrin (1870–1942), fyzik, nositel Nobelovy ceny za fyziku
- Charles de Gaulle (1890–1970), francouzský státník a generál
- Gaston Waringhien (1901–1991), profesor, lexikolog a gramatik esperanta
- Philippe Noiret (1930–2006), herec
- Étienne Bacrot (* 1983), šachový velmistr

## Vzdělání
- École Centrale de Lille
- EDHEC Business School
- ESME Sudria
- E-Artsup
- EPITECH
- IÉSEG School of Management
- ISEG Marketing & Communication School
- ISG Paris
- SKEMA Business School

## Partnerská města
- Erfurt, Německo
- Esch-sur-Alzette, Lucembursko
- Charkov, Ukrajina
- Kolín nad Rýnem, Německo
- Leeds, Spojené království
- Lutych, Belgie
- Náblus, Palestina
- Oujda, Maroko
- Rotterdam, Nizozemsko
- Safed, Izrael
- Saint-Louis, Senegal
- Šanghaj, Čína
- Turín, Itálie
- Valladolid, Španělsko

## Galerie

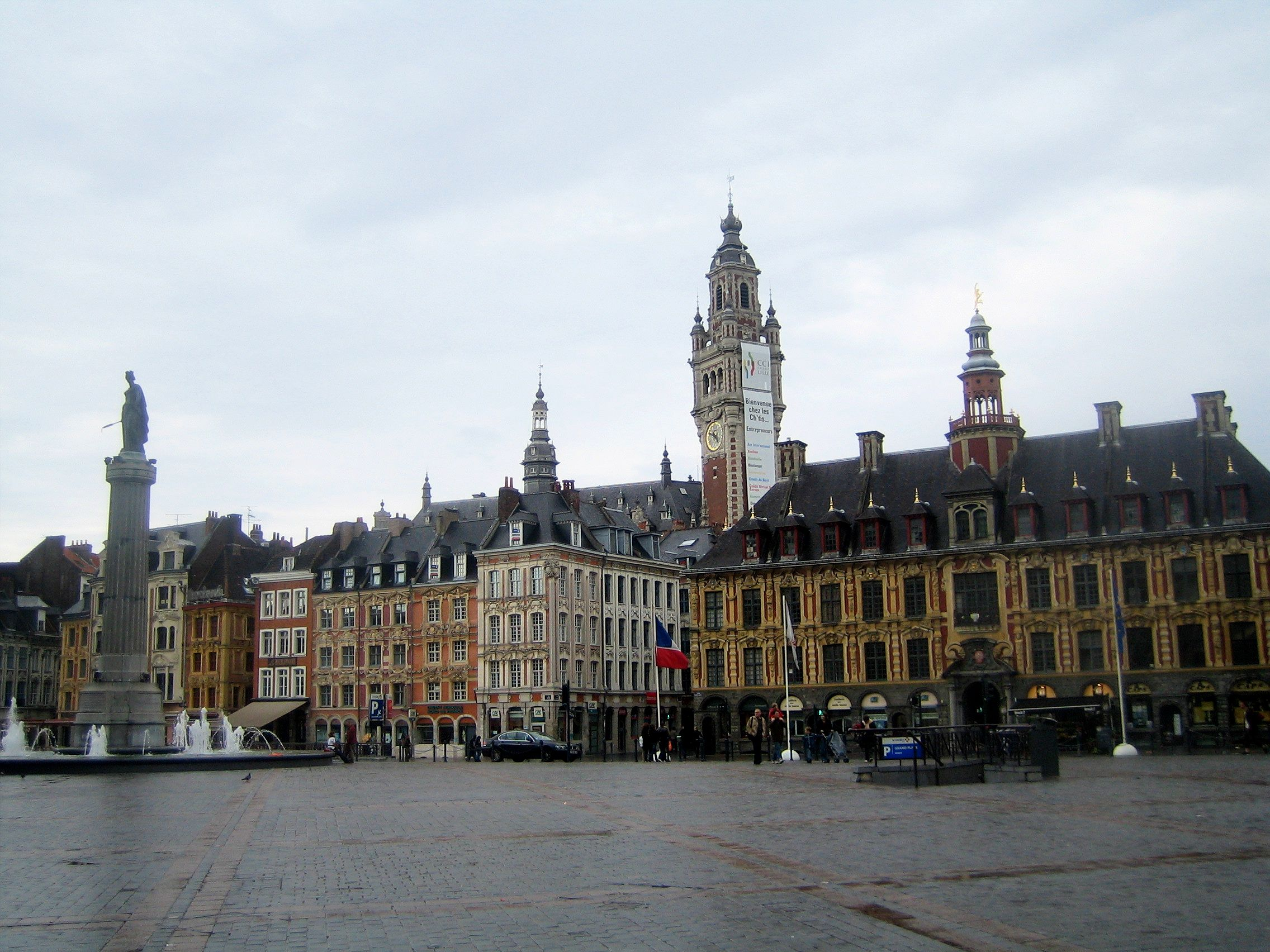
Gran plaza
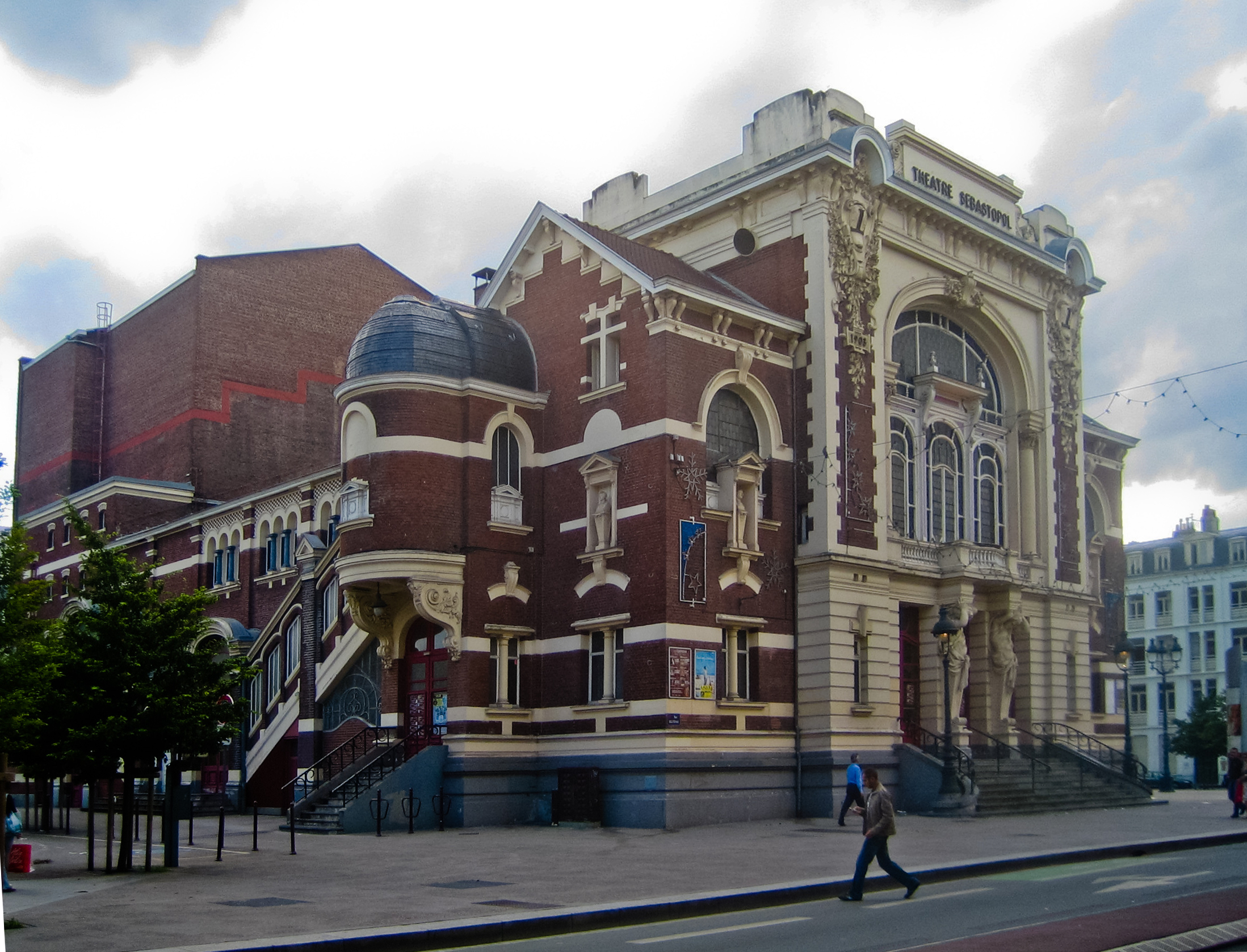
Teatro Sébastopol
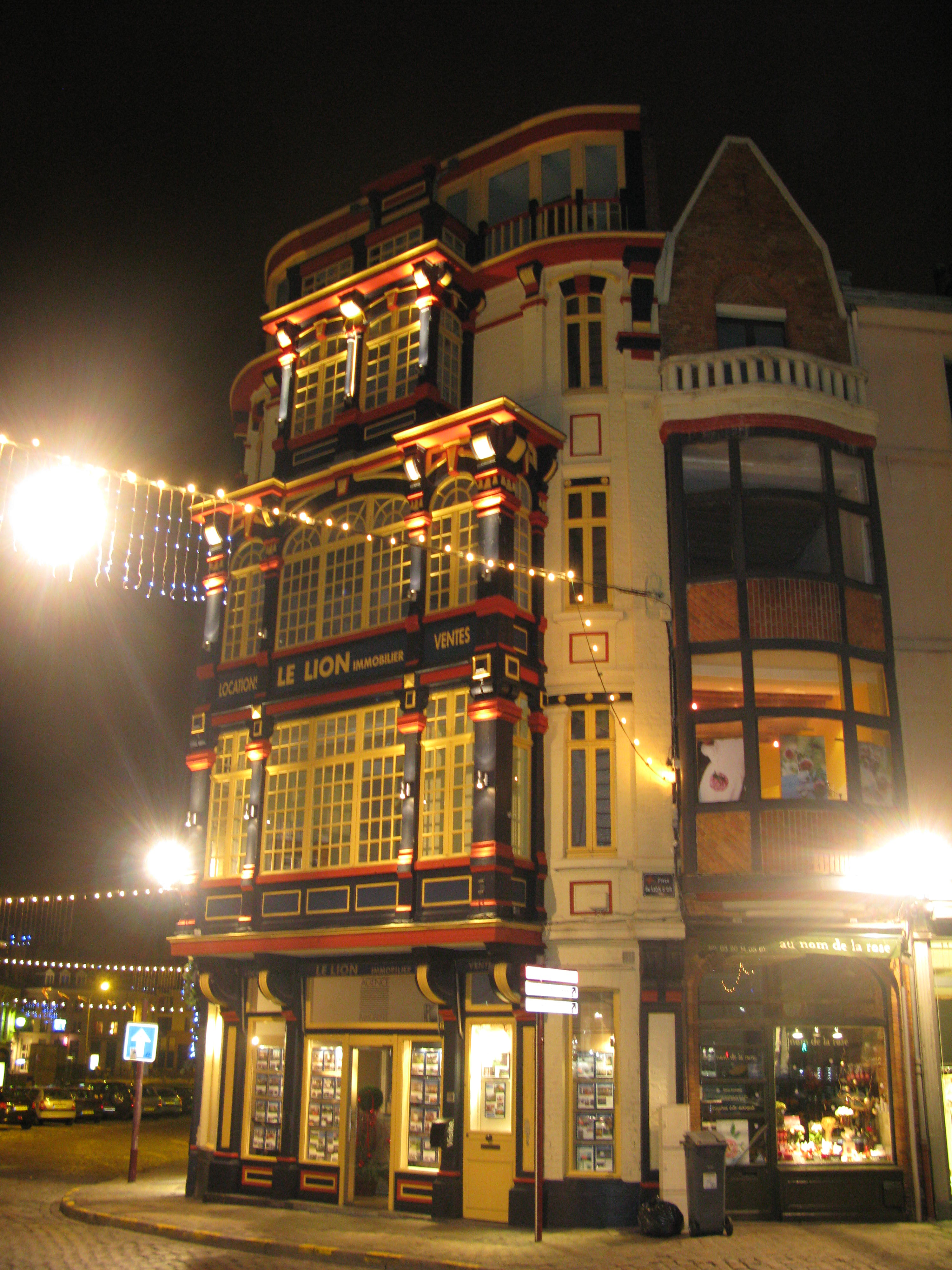
Place du Lion d'or
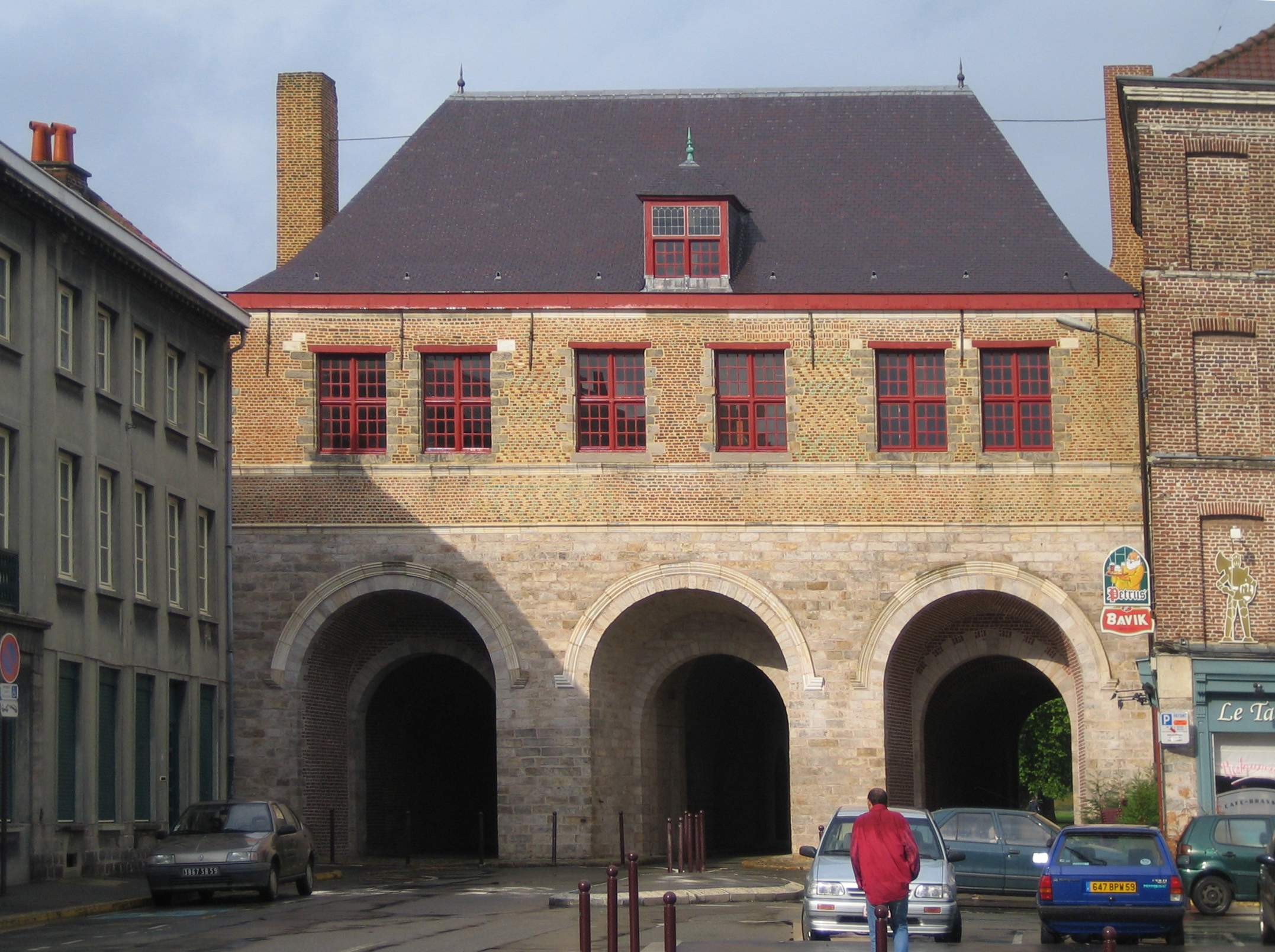
Porte de Roubaix
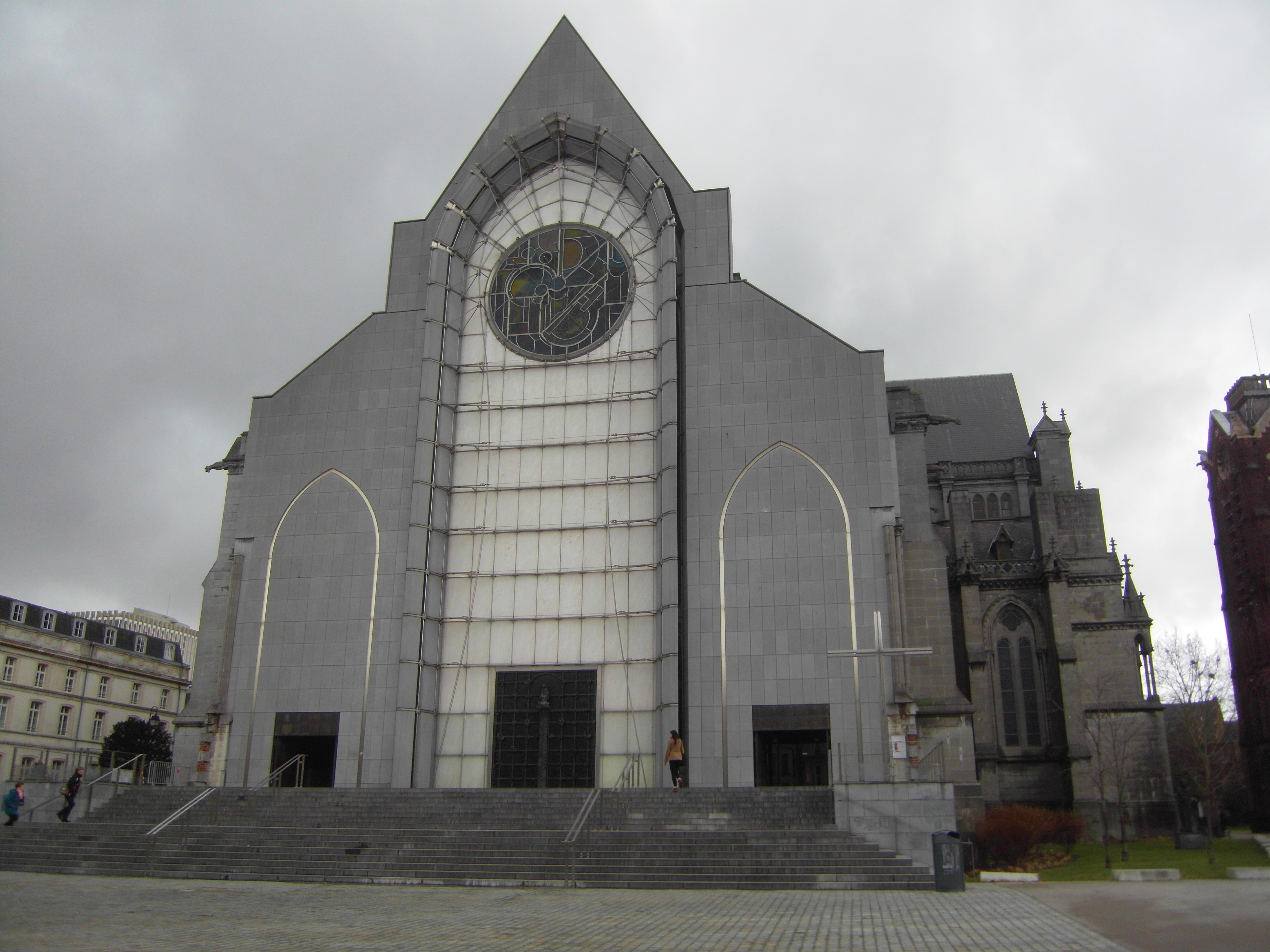
Katedrála
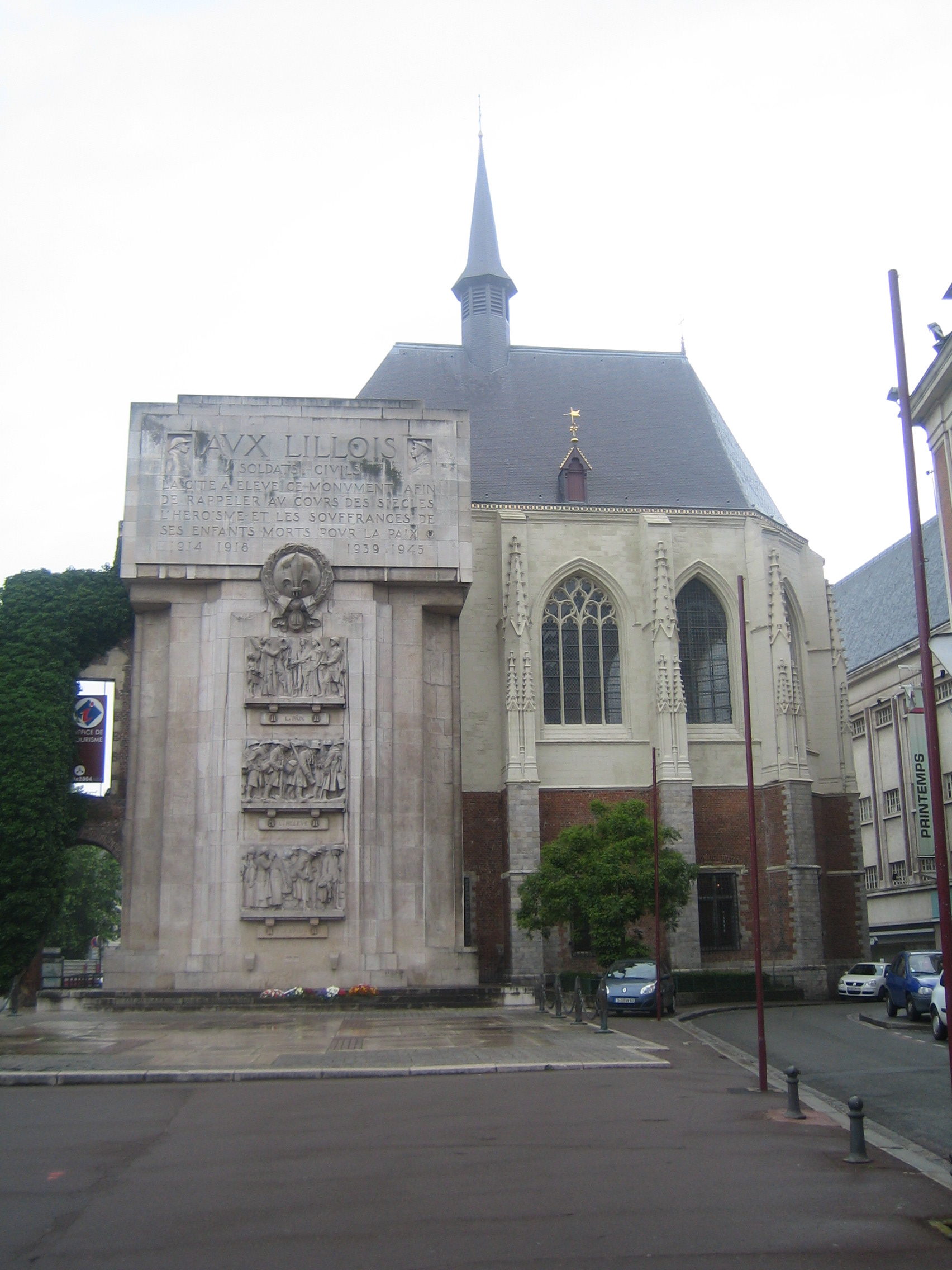
Palác Rihour
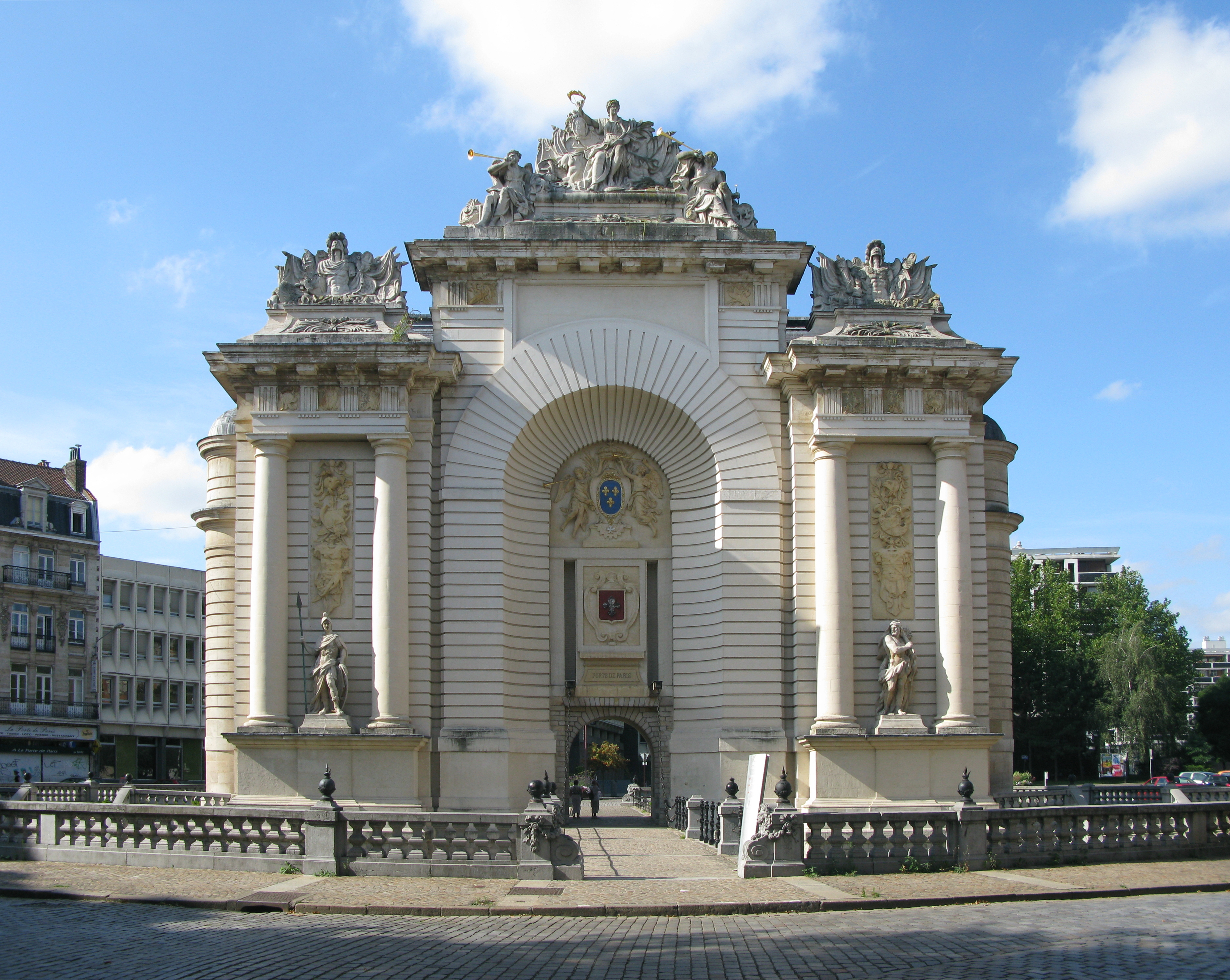
Porte de Paris